# Ćwiklice
Ćwiklice (prononciation : [t͡ɕfiˈklit͡sɛ]) est une localité polonaise de la gmina et du powiat de Pszczyna en voïvodie de Silésie.